# Setubinha
Setubinha là một đô thị thuộc bang Minas Gerais, Brasil. Đô thị này có diện tích 535,738 km², dân số năm 2007 là 10834 người, mật độ 17,8 người/km².